# Чавки, Ахмед
Ахмед Чавки (араб. أحمد شوقي‎, англ. Ahmed Chawki; род. 31 мая 1982 года, в Тетуане, Марокко), известный как Chawki (рус. Чавки) — марокканский музыкант и автор песен. Прославился в 2013 году после сотрудничества со шведским продюсером марокканского происхождения RedOne в международном хите «Habibi I love you» (в переводе «дорогая, я люблю тебя») с участием кубинско-американского рэпера Pitbull. Песня стала большим летним хитом на ближневосточных хит-парадах, а также чартах Европы, в том числе во Франции и Нидерландах. По случаю чемпионата мира по футболу 2014 года он вместе с группой Magic System выпускает посвящённую футболу песню «Magic in the Air», ставшую хитом во Франции и Бельгии. Трек, как и «Habibi I Love You», был спродюсирован RedOne. Он подписывает контракт с RedOne Records— лейблом, основанным и принадлежащему известному продюсеру.
Он говорит на 4 языках: арабском, испанском, английском и французском.

## Ранняя жизнь
Чавки сочинял и пел стихи с детства. Он учился в Национальной школе театра и пения в Тетуане и принял участие в ряде мероприятий, где получил несколько наград. Затем, поступив в институт изящных искусств в Тетуане, специализировался на классическом и западном пении, изучении музыкальной теории.
В 2000 году Чавки взял первый приз на фестивале арабской музыки, организованном «Maison Du Littoral» в Тетуане. Затем он вместе с другими молодыми музыкантами сформировал свою музыкальную группу La Paloma. La Paloma, создав свой гибридный стиль на основе арабской и марокканской музыки фламенко. В последующие годы с большим успехом и многочисленным публикациями в СМИ участвовал в нескольких национальных и международных фестивалях. В результате, он стал постоянным гостем на телевизионных шоу и радиостанций, в том числе программ «Nasima» и «Chanel One» телеканала 2М. Он выпускает хиты «Ya Lmima», «La Paloma» и «Sinine», последний в сотрудничестве с испанской группой Librejano.
В 2009 и 2010 годах Чавки выпускает новые песни «Inta Lya», «Ya Nassini», «Ghaly» и «La Paloma» пользующиеся достаточной популярностью, несмотря на отсутствие поддержки со стороны звукозаписывающих компаний.

## 2013: прорыв
Чавки привлёк внимание RedOne в процессе производства коллективной панарабский оперетты «Bukra» (на арабском языке بكرة означает завтра) в сотрудничестве с Куинси Джонсом. В конце концов Чавки был включён наряду с большим количеством арабских художников в проект. Прорыв Ахмеда Чавки произошёл в 2012 году, когда он объединился с RedOne. В то время RedOne продюсирует альбом Халеда C’est la vie и заглавный трек «C’est la vie» открывает двери для дальнейшего сотрудничества с музыкантами Ближнего Востока в том числе Ахмеда Чавки с «Habibi I Love You», многоязычной кроссовер песни с элементами арабской музыки и западных танцевальных мелодий.
Основная версия «Habibi I Love You» с участием Pitbull стала в течение лета 2013 года большим хитом, стартовав с живого выступления во время церемонии закрытия фестиваля Mawazine 2013 года в Рабате и возглавив чарты в Ливане, Египте и районе Персидского залива.
Песня стала особенно популярна во Франции в хит-парадах SNEP, официальных французских Singles Chart с дополнительным французским текстом, как «Habibi I Love You (Mon Amour I Love you)» с вокалом франко-алжирской певицей Кензой Фарах. Французская трехъязычная версия была запущена с живого выступления в Марселе во время «Fête de la Musique» 21 июня 2013 г. В Испании и всех испаноязычных рынках песня обрела популярность дополнительным испанским текстом в исполнении Ахмеда Чавки, певицы Софией — дель — Кармен и рэпера Pitbull. Песня была летним хитом в Нидерландах благодаря голландской версии с голландским певцом Do van Hulst. Голландская версия, на самом деле это многоязычная (голландский, испанский, английский и арабский) вариант, сделанный Чавки с Pitbull & Do. Она была выполнена Chawki Do на RTL Late Night. Песня также очень хорошо продавалась на скандинавских рынках из-за участия RedOne, который начал свою карьеру в Швеции. Песня Чавки была переведена в том числе на румынском языке как «Хабиби» Nek si Blondu de la Timisoara. Ахмед Чавки выпустил официальный румынский вариант, вместе с Mandinga и дополнительным румынским текстом. Чавки поёт свои части на арабском и испанском языках.
Песня стала предметом большого количества ремиксов и появляется в ряде сборников. Он также остаётся очень популярным среди выполняющих Zumba фитнес упражнения.
Чавки выпустил свой второй сингл «Ana Bahwak» (I Adore You), также спродюсированный RedOne.

## 2014: Дальнейший успех
По случаю чемпионата мира по футболу 2014 года, Ахмед Чавки теперь идёт с мононимом Чавки, который был показан в посвящённой футболу песни «Magic in the Air» (Магия в воздухе) с группой Magic System (Волшебная Система), в рамках подготовки к 2014 году Чемпионата мира по футболу в Бразилии, ставшей хитом во Франции и Бельгии и многих других европейских хит — парадов. Трек, как и «Habibi I Love You», был спродюсирован RedOne.
Одновременно он выпускает свой сольный сингл «Время нашей жизни», вновь продюсируемый RedOne и выпущенный на RedOne Records. Также выходят французская «Time of Our Lives (Notre Moment)» и арабская «Farhat al 'Aalam» версии.

## Награды и номинации

### WatsUp TVAfrica Music Video Awards
| Год  | Номинируемая работа | Категория                 | Результат | Ref   |
| ---- | ------------------- | ------------------------- | --------- | ----- |
| 2016 | Tsunami             | African Video of the Year | Номинация | [ 1 ] |
| 2016 | Tsunami             | Best North African Video  | Номинация | [ 2 ] |
| 2016 | Tsunami             | Best African Dance Video  | Номинация | [ 3 ] |

## Дискография

### Синглы
| Year | Singles                                                                                 | Peak positions | Peak positions  | Peak positions   | Peak positions     | Notes                                                                       |
| Year | Singles                                                                                 | FRA            | BEL (Wa)        | NED Dutch Top 40 | NED Single Top 100 | Notes                                                                       |
| ---- | --------------------------------------------------------------------------------------- | -------------- | --------------- | ---------------- | ------------------ | --------------------------------------------------------------------------- |
| 2013 | «Habibi I Love You» (featuring Pitbull) (France) (featuring Pitbull & Do) (Netherlands) | 153            | –               | 2* (Tip)         | 5                  | Versions of «Habibi I Love You» - Ahmed Chawki featuring Mandinga & Pitbull |
| 2014 | «Time of Our Lives»                                                                     | 15             | 23** (Ultratip) | –                | –                  | Версии"Time of Our Lives" - «Farhat al 'Aalam» (на арабском)                |
| 2015 | «It’s My Life (Don’t Worry)» (featuring Dr. Alban)                                      | 187            | –               | –                | –                  |                                                                             |

*Did not chart in the main Belgian Ultratop chart, but on the «bubbling under» Belgian Ultratip chart

**Did not chart in the main Dutch 40 chart, but on the «bubbling under» Dutch Tipparade chart
Не попавшие в хит-парады релизы синглов
- 2009: «Inta liya»
- 2010: «Ya Nasini Ya Habibi» араб. يا ناسيني يا حبيبي‎
- 2010: «Ghaly» араб. غالي‎
- 2014: «Ana Bahwak» араб. أنا بهواك‎
- 2014: «Come Alive» (featuring RedOne)
- 2015: «Kayna Wla Makaynach» араб. كاينة ولا ماكيناش‎
- 2016: «Tsunami» араб. تسونامي‎

| Year | Album                                              | Peak positions | Peak positions | Peak positions | Peak positions | Peak positions | Certification | Album                                  |
| Year | Album                                              | BEL (Vl)       | BEL (Wa)       | FRA            | GER            | SWI            | Certification | Album                                  |
| ---- | -------------------------------------------------- | -------------- | -------------- | -------------- | -------------- | -------------- | ------------- | -------------------------------------- |
| 2014 | «Magic in the Air» (Magic System featuring Chawki) | 10             | 1              | 3              | 64             | 23             |               | Magic System album Africainement vôtre |